# Russian Life
Russian Life ist eine seit 1993 erscheinende Zeitschrift. Sie erscheint im Verlag Rich Frontier Publication in Washington, D.C., Vereinigte Staaten.
Vorgänger von Russian Life war die staatliche monatliche Zeitschrift Soviet Life, die im Oktober 1956, bis Ende 1964 unter dem Namen USSR, erstmals veröffentlicht wurde. Sie entstand aufgrund einer bilateralen Vereinbarung zwischen der Sowjetunion und den Vereinigten Staaten. Die Vereinbarung begrenzte die Auflage auf etwa 30.000 Exemplare. Ende der 1980er Jahre stieg die Verbreitung auf 50.000 Leser. Die Zeitschrift wurde 1991 eingestellt. Im Gegenzug zur Soviet Life veröffentlichten die Vereinigten Staaten in der Sowjetunion die Zeitschrift Amerika.
Als Nachfolger von Soviet Life wurde Anfang 1993 Russian Life als Kooperation zwischen der staatlichen russischen Nachrichtenagentur Novosti als Herausgeber und dem Verlag Rich Frontier Publishing erstveröffentlicht. 1995 endete die russische Staatsbeteiligung, als Novosti die Zeitschrift an das private Unternehmen Russian Information Service aus Vermont, Vereinigte Staaten, verkaufte. Seitdem ist das Magazin in rein privatwirtschaftlicher Hand.
Am 24. Februar 2022 verurteilte die Zeitschrift den Russischen Überfall auf die Ukraine 2022 und betonte ihre Unabhängigkeit vom russischen Staat.